# 기병

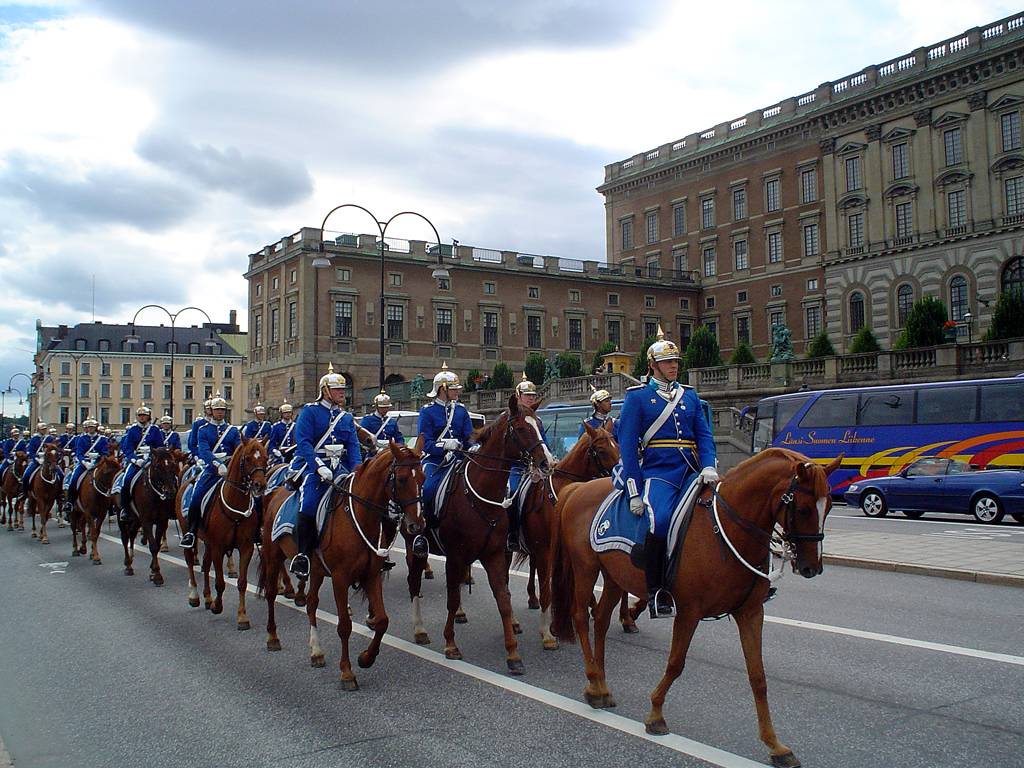
스웨덴 기병대

기병(騎兵)이란 동물에 탑승해 싸우는 군인을 뜻하며, 기병으로 구성된 부대를 기병대(騎兵隊)라고 부른다. 기병은 주로 말을 타고 싸우는 기마병(騎馬兵) 혹은 마군(馬軍), 코끼리를 타고 싸우는 상기병(象騎兵), 그리고 낙타를 타고 싸우는 낙타기병 등이 있다. 주로 전세계적으로 말을 타고 싸우는 경우가 많이 있기 때문에 흔히 기병하면 바로 기마병을 연상한다. 인도와 동남아시아지역에서는 말의 뛰어난 기동력을 포기하는 대신 코끼리의 압도적인 공격력을 활용하기 위해 상기병을 운용했으나, 다만 상기병은 인도에서도 효율이 떨어졌던 것으로 평가되었으며 코끼리 한 마리에 너무 많은 사람들이 붙거나 하면 심지어 보병보다 낮은 대우를 받기도 했다. 그리고 낙타기병은 중동에서만 운용했다. 전근대의 귀족들은 기병의 위력을 활용하여 다수의 인민들을 정복하고 지배하였으며, 독일 농민전쟁과 같은 강대한 반란도 기병을 가진 귀족과 기사들이 보병인 인민들을 일방적으로 도륙하고 학살할 수도 있었다. 이런 전쟁들에서 기병은 포위나 추격 같은 직간접적인 전투적 활약이 많았으며 행군이나 보급 같은 비전투에서도 상당한 전공을 쌓았다고 알려졌다.
창작물에서는 드래곤을 타고 싸우는 용기병도 존재한다.

## 역사
아시리아가 최초로 사용했다고 알려져 있으며, 근대에 이르기까지 기동성을 살릴 수 있는 유일한 방법이었다. 유사역사학적 믿음과 달리 기병의 위력은 보병에 비해서 매우 우수하며 이는 청과 일본을 상대로 싸웠던 명군과 조선군의 교차검증을 통해서도 파악할 수 있다. 심지어 일본 역시 기병 전력이 더 강대했다면 훨씬 참혹한 피해를 줄 수 있었던 기회들이 있었다. 물론 대군이라도 쉽게 참살하는 기병의 강력한 위력은 단순히 전투만이 아닌 보급과도 관련성이 커서 그렇다고 해도 한반도에서 일본의 완전한 승리를 장담하긴 어려웠을 수 있다.
기병은 보병에 비해 훨씬 빠르게 움직일 수 있으며, 전술적으로 충격력을 발휘할 수 있는 요소가 되었다.
최초의 기병은 말 위에 올라앉은 기마병으로 처음에는 단지 이동수단으로만 말을 썼었으나, 이후 말을 제어하는 방식이 발전하면서 말에 탑승한 상태로 전투를 벌이게 되었고 등자가 출현한 이후로는 기병 돌격이 가능해진다. 등자가 없는 기병도 충격력을 발휘할 수는 있으나, 그 효율과 안정성이 매우 떨어졌다. 서양의 중세는 중장기병의 전성시대였다 할 수 있다.
이후 보병의 화력이 우세해지는 시점에서 기병의 필요성이 줄어들었고 전차의 출현은 기병대를 쇠퇴시켰다. 하지만 기병대는 지금도 존재하고 있으며 장교나 장군은 전쟁터에서 말을 탈 수도 있다.
현재에는 빠른 기동성을 발휘할 수 있는 헬리콥터 강습부대나 고속 기계화 전투집단에 기병대의 명칭을 부여하고 있기도 하다.

### 기원

알프스를 넘고 있는 한니발의 상기병(象騎兵) 부대

철기 시대 이전, 전투 현장에서 기병의 역할은 대개 전차가 수행했다. 고대 전차는 중앙 아시아의 안드로노포 문화에서 기원하여 유목민이거나 준유목민인 인도-이란어족이 퍼뜨렸다. 고대 전차는 빠르게 정착민들에게 군사 기술 및 신분 과시용으로도 받아들여졌다. 특히 아시리아인과 바빌론뿐만 아니라 신이집트 왕국의 파라오들에게 그랬다. 이후 말의 품종개량으로 말의 크기가 커지는 것과 함께 등자가 발명되고 나서는 말 위에 사람을 직접 태우고 싸우는 기병이 널리 사용되었다. 또한 말 위에 마갑을 씌움으로써 방어력을 크게 향상시킴으로써 중기병이 생겨났고 이 시기에 나타난 중기병들 중 가장 유명한 것이 파르티아, 박트리아, 그리고 셀레우코스 제국에서 사용되었던 카타프락토이라는 병종이다.
카르타고의 장군 한니발은 로마 제국의 군대와 싸우면서 아프리카코끼리를 이용한 상기병(象騎兵)을 활용했다.

### 중세
중세기 기병은 동서를 막론하고 매우 중요한 위치를 차지하고 있었다. 대표적인 예가 유럽의 기병대와 기사단 그리고 몽골의 기마대였다.
서유럽의 경우 철제 갑옷을 입은 기사들이있었고, 비잔티움 제국의 경우 기병대가 있었다. 이는 십자군 전쟁 때 중요한 역할을 하였는데, 그 전까지 중무장한 기병들과 싸운 적이 없었던 무슬림, 특히 경장의 궁병을 주축으로 했던 투르크인들에게 화살을 튕겨내는 동시에, 재빠른 기동력을 지닌 유럽의 기병들은 공포의 대상이었다. 이는 1차 십자군 전쟁이 성공으로 끝나는데 일조했다.
칭기즈칸이 몽골을 통일하고 재빨리 서로는 오늘날의 폴란드 지역과, 동으로는 고려에까지 침략할 수 있었던 이유도 바로 몽골의 기병대였다. 다만 몽골 기병대는 경장 기병으로 유럽 기병들과 달리 기동성을 중심으로 조직되어 있었다. 천호제, 백호제, 십호제로 나뉜 조직은 기병들의 통제를 쉽게 했고, 말을 1인당 3마리씩 몰고 다니는 몽골 기병의 특징은 몽골이 세계적 강국으로 자라는데 일조했다.
조선의 경우 기병대는 16세기나 17세기까지 활약했으나, 임진왜란과 병자호란 이후 총포와 팔기군에 밀려 결국 현역에서 철수하게 된다. 이후에는 왕이 호위할 때나 아니면 반란 진압을 할 때 기병을 이용했다. 다만 서유럽 기병대의 경우 무슬림 군대가 사용한 그리스의 불과 십자군 전쟁 말기에 들어온 화약무기에 속수무책으로 패배했다. 또한 무슬림 궁병들이 더 이상 기사들의 몸통을 직접 공격하지 않고, 후방의 보병대나 혹은 기사들이 타고 있는 말을 노리는 방식으로 전략을 바꾸면서 십자군의 주축이었던 기사들이 힘을 못쓰게 됐다.
몽골 기병대의 경우, 기병이 지니는 한계로 인하여 고려를 점령하는데 기나긴 시간이 걸렸는데, 그 이유는 고려, 오늘날의 한국 국토의 거의 대부분을 차지하는 산악지역에서 말들이 힘을 못쓰는 것과, 서해안과 남해안에 분포하는 섬들을 점령하는 것이 거의 불가능에 가깝다는데 있었다. 이는 훗날 고려를 점령한 후 시도했던 일본 정벌을 실패한 결정적 요인이 됐다. 또한 말들이 덥고 습한기후를 잘 못견딘다는 특징과 우림지역과 산악지역에서 오히려 방해가 된다는 특징은 몽골의 3차례에 걸친 베트남 원정의 처참한 패배로 이어졌으며, 히말라야 건너 인도를 점령하지 못한 이유가 됐다. 

### 근대
유럽에서 보병의 전투력이 상승하기 시작하였으나 총포가 더 발달하기 이전에는 여전히 기병 비율이 기병의 중요성에 의해 증가하는 추세를 보였다. 튀렌의 제자 다우리냑은 당대 전투를 잘 표현하는 말을 했다. "보통 전투에서 승리하는 것은 기병이다." 군대의 보수주의와 귀족의 선호도는 기병의존의 원인이 아니었다. 비록 기병은 보병에 대한 완벽한 우위를 잃기 시작하였으나 여전히 전투에서도 보급에서도 유용했다. 1578년에 발생한 Gembloux 전투에서는 기병 돌격이 네덜란드 독립군을 붕괴시켰고 프랑스의 튀렌 원수처럼 기병을 선호하는 지휘관들은 여전히 많았다. 
더구나 보병은 포병의 도움이 없는 보병전에서는 추격 능력 부족으로 인하여 여전히 살상력이 부족하였으며 이에 따라 기병은 보병이 할 수 없는 일을 맡게 되어 수많은 병과가 파생된다. 고폭탄이 개발되지 않아 역시나 살상력이 부족했던 포병들은 보병들의 얇은 선형진을 상대로 그 효율이 극도로 떨어졌고 이를 기병을 이용하여 격파하는 전술이 유행하였으며 만약 상대 보병이 기병을 상대하기 위해서 대기병 밀집대형을 갖추면 포병이 그들을 학살하였다. 이제 평민 기병대는 중세의 귀족 기사와는 달리 단독으로 돌격하여 적들을 학살하는 것보다는 패잔병들을 학살하거나 적을 교란하고 아군 포병과 협동작전을 수행했다.

### 현대
1차세계대전만 하더라도 각국 전력의 10~15%가량이 기병이었으나 제 1차세계대전과 2차세계대전을 겪으면서 기병 자체가 엄청난 속도로 쇠퇴하였다. 기병들은 참호와 철조망을 넘을 수 없었고 기관총의 너무나 손쉬운 표적이 되었을 뿐더러 전차의 상대도 되지 못했다. 그리하여 현대전에서는 1950년대를 마지막으로 현재는 기병들은 일선에서 모두 물러났다. 그러나 간혹 일부에서 기마경찰 등을 볼 수는 있다. 유목민 귀족들은 사우디처럼 과거의 전통을 강조하여 현대식 군대로 여전히 유목민들의 군사기술을 주로 사용하였으나 시간이 갈수록 점점 낭패를 보고 있어 개혁을 시도하고 있다.

## 기병 부대
- 흑기병
- 중기병
  - 철갑기병
    - 개마무사
- 코자크 기병대 (러시아 제국. 1918년에 해산됨)
- 오프리치니크 기병대 (러시아 제국)
- 드라군 기병대 (근대 유럽의 기총병(騎銃兵))
- 하카펠리타 기병대 (30년 전쟁 중의 핀란드 기병대)
- 후사르 기병대
- 칼미크 기병대
- 케식
- 만구다이
- 팔기군
- 창기병
- 시파히 기병대
- 빛의 말 기병대 ( 오스트레일리아)
- 맘루크 기병대
- 폴란드 기병대
- 왕립 캐나다 기마경찰
- 사보이아 기병대
- 남 알베르타 라이트 하우스
- 우흘란 기병대 (근대 독일의 폴란드 용병단)
- 미국 기병대
- 프랑스 기병대
- 흉갑기병

## 같이 보기
- 항공 기병
- 군사 전술
- 영국의 연도별 기병 연대 목록 참조 : 1881년, 1962년, 1994년
- 남북전쟁 중의 미국 기병
- 경기병여단의 돌격